# La Dernière Heure/Les Sports
La Dernière Heure è un quotidiano sportivo in lingua francese, con sede a Bruxelles. Insieme con Sud Presse e Le Soir, è uno fra i tre più letti giornali francofoni, nonché il primo in Belgio.